# Плакун гісополистий
Плакун гісополистий (Lythrum hyssopifolia) — вид трав'янистих рослин родини плакунові (Lythraceae). Поширений у помірній і південній Європі та Північній Африці; на Схід проникає в Алтай та Іран; також зростає в Новому Світі, Австралії та Новій Зеландії. Видовий епітет вказує схожість листя з листям роду Hyssopus.

## Опис
Однорічна рослина 5–40 см завдовжки. Квіти 6-членні. Чашечка трубчато-воронковида, до 7 мм довжиною, з 6 широко-трикутними, остюково загостреними зубчиками і 6 довшими шилоподібними придатками, відігнутими назовні, пелюстки 2 мм довжиною, синювато-лілові. Рослина сизувато-зелена.

## Поширення
Північна Африка: Лівія, Марокко, Туніс, Острови Мадейра; Європа: Норвегія, Велика Британія, Австрія, Бельгія, Люксембург, Чехія, Німеччина, Угорщина, Польща, Словаччина, Швейцарія, Білорусь, Литва, Україна (у т. ч. Крим), Албанія, Боснія і Герцеговина, Болгарія, Хорватія, Греція, Мальта, Італія, Македонія, Чорногорія, Румунія, Сербія, Словенія, Франція, Португалія, Іспанія; Азія: Кіпр, Ізраїль, Йорданія, Ліван, Сирія, Туреччина, Азербайджан, Вірменія, Грузія, Росія, Казахстан, Киргизстан, Туркменістан; Австралазія: Австралія, Нова Зеландія; Південна Америка: Бразилія, Аргентина, Чилі, Уругвай; Північна Америка: США [Каліфорнія]; введений в інші місця (у т. ч. Литву, Данію, Ірландію й Скандинавію).
В Україні зростає на вологим, головним чином піщанистих місцях — у долинах річок Лівобережних Лісостепу і Степу вельми звичайний; на Правобережжі рідко (ок. Києва та Одеси); в пд. Криму розсіяно (від Балаклави до Планерського). Входить до переліку видів, які перебувають під загрозою зникнення на території м. Севастополя.